# فرودگاه شهری فیلیپ بیلارد
 فرودگاه شهری فیلیپ بیلارد (به انگلیسی: Philip Billard Municipal Airport) یک فرودگاه همگانی بهره‌برداری هوایی با کد یاتا TOP است که یک باند فرود آسفالت دارد و طول باند آن ۹۱۵ متر است. این فرودگاه در شهر توپیکا کشور ایالات متحده آمریکا قرار دارد و در ارتفاع ۲۶۹ متری از سطح دریا واقع شده است.